# كاي ليندبرغ
كاي ليندبرغ (بالدنماركية: Kai Lindberg)‏ هو سياسي دانمركي، ولد في 10 ديسمبر 1899 في هيليسينكور في الدنمارك، وتوفي في 27 مايو 1985 في فريدريكسبرغ في الدنمارك. حزبياً، نشط في الحزب الاشتراكي الديمقراطي (الدنمارك). وقد انتخب عضو فولكتنغ ‏.